# Mineke Schipper
Mineke Schipper, geboren als Wilhelmina Janneke Josépha de Leeuw, (Polsbroek, 6 december 1938) is een Nederlandse auteur en hoogleraar die zowel non-fictie als romans schrijft.

## Biografie
Mineke Schipper studeerde Frans en filosofie aan de Vrije Universiteit van Amsterdam en literatuurwetenschap in Utrecht. Na haar afstuderen werkte ze tussen 1964 en 1972 aan de Université Libre du Congo in Kisangani, een universiteit die later in Kinshasa gevestigd werd. Na haar terugkeer naar Nederland promoveerde ze in 1973 in Amsterdam op een proefschrift over beelden van Europeanen in Afrikaanse romans.
In 1988 werd ze aan de VU de eerste hoogleraar Interculturele Literatuurwetenschap in Nederland. In 1993 bood de Universiteit Leiden haar de eerste Leidse leerstoel aan op hetzelfde vakgebied. Haar onderzoeksprojecten variëren van Afrikaanse orale literatuur over romans en theater tot heldenverhalen en scheppingsmythologie in culturen wereldwijd. Over haar mondiale spreekwoordenonderzoek schreef zij het bekroonde en in vele talen vertaalde Trouw nooit een vrouw met grote voeten, waarvoor ze in 2005 de Eurekaprijs kreeg. Ook in haar romans speelt de ontmoeting tussen culturen een rol.
Ze was gasthoogleraar in verschillende Afrikaanse landen en gaf gastcolleges over de hele wereld. In december 2008 nam ze afscheid van de Faculteit Geesteswetenschappen aan de Universiteit Leiden, maar ze blijft verbonden aan de universiteit bij het Leiden University Centre for the Arts in Society (LUCAS) en onderhoudt contacten met collega's in Afrika, de Arabische wereld, en China. In 1999 kreeg zij een eredoctoraat van de Sichuan Universiteit in Chengdu in China.
In 2008 werd ze benoemd tot Officier in de Orde van Oranje-Nassau vanwege haar verdiensten voor de Nederlandse en internationale gemeenschap.

## Publicaties (selectie)

### Non-fictie
- Weduwen. Een nooit vertelde geschiedenis. Amsterdam, Prometheus, 2023. ISBN 978-90-44645989
- Humanity's End As A New Beginning, World Disasters in Myths (met Yuriko Yamaguchi), Leporello Uitgevers, 2021. ISBN 978-90-79624-99-7
- Heuvels van het paradijs. Een geschiedenis van macht en onmacht. Amsterdam, Prometheus, 2018. ISBN 978-90-44637663
- Bloot of bedekt. Van niets om het lijf naar strak in het pak. Amsterdam, Prometheus Bert Bakker, 2015. ISBN 978-90-351-4105-6
- Overal Adam en Eva. De eerste mensen in jodendom, christendom en islam. Amsterdam, Bert Bakker, 2012. ISBN 978-90-351-3645-8
- Trouw nooit een vrouw met grote voeten. Wereldwijsheid over vrouwen. Amsterdam, Bert Bakker, 2012. ISBN 978-90-351-3867-4
- In het begin was er niemand. Hoe het komt dat er mensen zijn, Amsterdam, Bert Bakker, 2010. ISBN 978-90-351-3707-3
- Na ons de zondvloed. Mythische verhalen over het einde van de mensheid. Amsterdam, Uitgeverij Bert Bakker, 2009. ISBN 978-90-351-3370-9
- Het zwarte paradijs. Afrikaanse scheppingsmythen. Maasbree, Corrie Zelen, 1980. 2e ed. Elmar, Rijswijk, 1999: ISBN 90-389-0783-4
- (met Angélica Dorfman) En de boom blijft maar geven. Caribische en Latijns-Amerikaanse spreekwoorden en zegswijzen over vrouwen. Amsterdam, Ambo 1998. ISBN 90-263-1557-0
- (met Sabine Cohn) De rib uit zijn lijf. Joodse spreekwoorden en zegswijzen over vrouwen. Amsterdam, Ambo, 1996. ISBN 90-263-1385-3
- (samen met Sanjukta Gupta) Een wenkbrauw als een wilgenblad. Aziatische spreekwoorden en zegswijzen over vrouwen. Amsterdam, Ambo 1995. ISBN 90-263-1376-4
- (samen met P.H. Schrijvers) Bezweren en betoveren. Magie en literatuur wereldwijd. Amsterdam, Ambo, 1995. ISBN 9026313713
- De boomstam en de krokodil. Kwesties van ras, cultuur en wetenschap. Amsterdam, Van Gennep, 1995. ISBN 90-5515-067-3
- Een vrouw is als de aarde. Afrikaanse spreekwoorden en zegswijzen over vrouwen. Amsterdam, Ambo 1994. ISBN 90-263-1342-X
- Een goede vrouw is zonder hoofd. Europese spreekwoorden en zegswijzen over vrouwen. Amsterdam, Ambo 1993. ISBN 90-263-1258-X Ook in het Duits vertaald (Eine gute Frau hat keinen Kopf, 1996. ISBN 3-423-30521-5
- (met Peter Schmitz) Ik is anders. Autobiografie in verschillende culturen. Amsterdam, Ambo, 1992. ISBN 9026311370
- Source of All Evil. African Proverbs and Sayings on Women. London, Allison & Busby, 1991. ISBN 0-85031-863-7
- Onsterfelijke roem. Het epos in verschillende culturen. Amsterdam, Ambo, 1989. ISBN 9026309457
- Beyond the Boundaries. African Literature and Literary Theory. London, Allison & Busby, 1989. ISBN 0-85031-854-8
- Ongehoorde woorden. Vrouwen en literatuur in Afrika, Azië en Latijns-Amerika. Den Haag, Novib & Weesp, Het Wereldvenster, 1984. ISBN 9029399163
- Afrikaanse letterkunde. Tradities, genres, auteurs en ontwikkelingen in de literatuur van Afrika ten zuiden van de Sahara. Utrecht/Antwerpen, uitgeverij Het Spectrum, 1983. Herziene en herwerkte uitgave bij Ambo in Amsterdam, 1990: ISBN 90-263-1024-2
- Toneel en maatschappij in Afrika. Assen, Van Gorcum, 1977. ISBN 90-232-1506-0 Later vertaald in het Engels en het Frans.
- Le Blanc et l'Occident au miroir du roman africain de langue française. Assen, Van Gorcum 1973. ISBN 90-232-1105-7

### Romans
- Vogel valt vogel vliegt. Amsterdam, Uitgeverij Bert Bakker 2007. ISBN 978-90-446-0829-8
- De zieleneters. Amsterdam, Uitgeverij Contact, 1998. ISBN 90-254-2456-2
- Conrads rivier. Amsterdam, Uitgeverij Contact, 1994, ISBN 90-254-0029-9

## Publicatie over Schipper
- Libellus amicorum voor Mineke Schipper. (Redactie: Hedda Maria Post, Daniela Merolla et al.). Leiden, Zoetermeer, FWA Wensholt, 2008. Geen ISBN.